# كيورفاك
كيورفاك (بالإنجليزية: CureVac)‏ هي شركة ألمانية تعمل في مجال تصنيع المستحضرات الدوائية يقع مقرها الرئيسي في توبينغن تركز الشركة في تطوير لقاحات للأمراض المعدية وتطوير علاج للسرطان والأمراض النادرة.